# ザイレム
ザイレム（英語: Xylem Inc.）は、アメリカ合衆国ニューヨーク州ライ・ブルックに本社を置き、150ヶ国以上に展開している水関連機器製造会社である。日本に於いては同社の子会社であるザイレムジャパン株式会社（英語: Xylem Japan）が事業を行っている。

## 歴史
2011年1月12日、ITT社は自社を3つに分社する事を発表、工業事業を引き続きITT、防衛事業をエクセリス、水関連事業をザイレムとした。ザイレムは英語で木部を意味する単語である。
日本で事業を行っているザイレムジャパンは、元々1986年7月16日にナノテック株式会社として設立された企業が源流で、2005年に米国のYSI社の子会社となり、ワイエスアイ・ナノテック株式会社に改称した。その後、2011年にYSI社がITT社に買収された事によって、ザイレムの子会社となった。2015年からは通称社名としてザイレム・ジャパンを名乗るようになり、2021年6月1日にザイレムジャパン株式会社に改称した。

## パートナーシップ
2018年7月10日、サッカー事業を展開するシティ・フットボール・グループとのパートナーシップ締結を発表した。その後2022年6月1日にこのパートナーシップを延長している。